# Biota-Boden-Akkumulationsfaktor
Der Biota-Boden-Akkumulationsfaktor, auch Biota-Sediment-Akkumulationsfaktor (BSAF) ist ein Maß für die Bioakkumulation eines Stoffes im Boden bzw. im biogenen Sediment.
Berechnet wird der BSAF als Quotient aus der auf den Lipidgehalt normierten Prüfstoffkonzentration in/an dem Testorganismus und der auf den organischen Kohlenstoffgehalt normierten Prüfstoffkonzentration im Boden bzw. im Sediment.
Verwendung findet der BSAF z. B. bei terrestrischen und aquatischen Oligochaeten.